# Желтушка степная
Желтушка степная, или желтушка люцерновая (лат. Colias erate) — дневная бабочка из рода желтушки (Colias).

## Описание
Длина переднего крыла 23—28 мм. Крылья самца сверху ярко-желтые. Переднее крыло сверху с широкой сплошной чёрной каймой, достигающей анального края, дискальное пятно чёрное, овальное. Жилки, пересекающие чёрную кайму переднего крыла, опылены желтыми чешуйками только у костального края. Заднее крыло сверху с узкой сплошной чёрной каймой и оранжевым двойным дискальным пятном. Прикорневая область крыла с серым налетом. Бахромка крыльев розовая.
Цвет верхней стороны крыльев самки как у самца. Чёрная кайма переднего крыла сверху с расплывчатыми пятнами цвета фона, заднего — в виде отдельных расплывчатых темных пятен, частично сливающихся друг с другом. Серое опыление заднего крыла сверху развито сильнее, чем у самца.

## Формы
- f. chrysodona — окраска крыльев сверху оранжевая у обоих полов, из-за чего форма считалась гибридом с Желтушка шафранная.
- f. albida — крылья самок сверху белого цвета с чёрным рисунком.
- f. hyaloides — чёрная кайма переднего крыла самцов сверху со светлыми размытыми пятнами (как у самки).

## Подвиды
- Colias erate erate (Esper, 1805)
- Colias erate amdensis Verity, 1911
- Colias erate formosana Shirozu, 1955
- Colias erate lativitta Moore, 1882
- Colias erate marnoana Rogenhöfer, 1884
- Colias erate naukratis Fruhstorfer, 1909
- Colias erate nilagiriensis Felder, 1859
- Colias erate poliographus Motschulskhy, 1860
- Colias erate sinensis Verity, 1911
- Colias erate tomarias Bryk, 1942

## Ареал
Умеренный и субтропический пояса Европы и Азии, включаю Турцию, Японию, Тайвань.

## Местообитания
Преимущественно степные и лесостепные равнинные и предгорных районы, степи, сухие луга.

## Биология вида
Развивается в 2—3 поколениях. Лёт бабочек с мая по октябрь. В некоторые годы проявляет миграционную подвижность.

## Кормовые растения гусениц
Кормовые растения гусениц — представители семейства Бобовые: Medicago sativa, Medicago, Trifolium, Onobrychis, Melilotus, Vicia.